# Человек-паук (мультсериал, 2003)
«Челове́к-пау́к» (англ. Spider-Man: The New Animated Series) — америко-канадский мультипликационный сериал, созданный по мотивам комиксов Marvel о супергерое Человеке-пауке. В основе мультсериала лежала компьютерная графика (CGI) с технологией сэл-шейдинг. Мультсериал состоит из одного сезона, включающего 13 эпизодов. Премьера состоялась 11 июля 2003 года на канале MTV. Хотя мультсериал изначально продвигался как продолжение фильма Сэма Рейми о Человеке-Пауке, поздние фильмы Рейми начали противоречить этому мультсериалу, и поэтому он стал отдельной вселенной.

## Сюжет
Сюжет мультсериала происходит после первого фильма «Человек-паук» от режиссёра Сэма Рейми. Норман Озборн мёртв. Питер Паркер, Мэри Джейн Уотсон и Гарри Озборн посещают университет Эмпайр Стейт. У Питера никак не получается наладить отношения с Мэри Джейн. Обязанности супер-героя Питера, а затем его причастность к Индире Даймонджи мешают его роману с Мэри Джейн. Гарри жаждет жестоко отомстить Человеку-Пауку, которого считает виновным в смерти его отца. Питер сталкивается со множеством других злодеев, в том числе Ящером, Крэйвеном-охотником и Электро, пытаясь сохранить работу и учёбу.

## Персонажи

### Главные герои
- Нил Патрик Харрис — Питер Паркер / Человек-паук:
Главный герой мультсериала, супергерой, студент университета Эмпайр Стейт и фотограф Daily Bugle. Питер использует свои невероятные способности, полученные в результате укуса радиоактивного паука, для борьбы со злом, усердно балансируя свои обязанности защитника Нью-Йорка с учёбой и работой, а также романтическими отношениями с Мэри Джейн Уотсон.
- Лиза Лоб — Мэри Джейн Уотсон:
Студентка университета Эмпайр Стейт и актриса. Она — подруга Питера Паркера, которая также испытывает некоторую привязанность к его альтер эго, Человеку-пауку.
- Ян Зиринг — Гарри Озборн:
Сын покойного промышленника Нормана Озборна. Он обучается в университете Эмпайр Стейт вместе со своими друзьями Питером Паркером и Мэри Джейн Уотсон. Гарри стремится отомстить Человеку-пауку, которого винит в смерти отца.

### Второстепенные персонажи
- Анджелл Бруксус — Индира «Инди» Дэймоджи, прообразами которой выступили Гвен Стейси и Бетти Брант. Персонаж был создан специально для мультсериала, где она часто выступает в качестве соперницы Мэри Джейн и романтическим интересом Питера. Работает в телевизионной студии. Она показана интенсивной, яркой и беззастенчиво привязанной к Питеру Паркеру.
- Кит Кэррадайн — Джей Джона Джеймсон:
Издатель газеты Daily Bugle. Он появился в пяти из тринадцати серий в течение первого сезона. В соответствии с его выступлениями в комиксах и фильмах, Джеймсон провёл большую часть своей роли ругая Человека-паука и добавления клеветы в его деятельность. Джеймсон так увлечён этим, что даже появляется на выпуске новостей конкурента, чтобы осудить Человека-паука.

### Приглашённые знаменитости
- Стэн Ли озвучил Фрэнка Элсона, появившегося в предпоследней серии «Игры разума». Его персонаж появился в одной сцене в следующем эпизоде, но без каких-либо реплик.
- Роб Зомби озвучил доктора Курта Коннорса / Ящера в третьем эпизоде «Закон джунглей».
- Ив озвучила Шейенн / Талон, воровку, возможно основанную на Чёрной кошке, в эпизоде «Сохранении секретов».
- Кэти Гриффин озвучила Роксану Гайн в финальных эпизодах «Игры разума».
- Джереми Пивен озвучил Роланда Гайна в финальных эпизодах «Игры разума».
- Джереми Пивен озвучил Крэйвена-охотника в финальных эпизодах «Игры разума».
- Майкл Кларк Дункан озвучил Кингпина в эпизоде «Королевский мошенник». Раннее Дункан исполнил роль Кингпина в фильме «Сорвиголова».
- Кит Дэвид озвучил агента ФБР Мосли в эпизоде «Королевский мошенник».
- Джеффри Комбс озвучил доктора Зельнера в эпизоде «Флэш-память».
- Клэнси Браун озвучил Реймонда (телохранителя Ричарда Даймиана) в эпизоде «Меч Шикаты».
- Вирджиния Мэдсен озвучила Серебряного Соболя в эпизодах «Человек-паук отключён» и «Игры разума» (часть 1).
- Джеймс Марстерс озвучил Сергея, лидера высокотехнологичной банды наёмников «Птеродактили» в эпизодах «Плотное сжатие» и «Игры разума» (часть 1).
- Гарольд Перрино озвучил Трубо Джета, преступника, возможно основанного на Реактивном гонщике в эпизоде «Герои и злодеи».
- Эдвард Аснер (голос Джей Джоны Джеймсона в мультсериале «Человек-паук» 1994 года и дяди Бена в мультсериале «Новые приключения Человека-паука») озвучил офицера Бара в эпизодах «Герои и злодеи», «Меч Шикаты», «Закон джунглей» и «Игры разума» (часть 2).
- Джина Гершон озвучила ронина Шикату в эпизоде «Меч Шикаты».
- Джон Кристофер Макгинли озвучил Ричарда Даймиана в эпизоде «Меч Шикаты».
- Итан Эмбри озвучил Макса Диллона / Электро в эпизодах «Голова над каблуками», «Вечеринка» и «Когда искры летают».
- Девон Сава озвучил Флэша Томпсона в эпизоде «Флэш-память».
- Тара Стронг озвучила Кристину в эпизоде «Голова над каблуками».
- Кри Саммер озвучила профессора Уильямс в эпизодах «Вечеринка» и «Когда искры летают».

## Производство

### Разработка
Первоначально мультсериал должен был быть адаптацией комикса Ultimate Spider-Man. Тем не менее, после успеха фильма «Человек-паук» 2002 года, концепция шоу была переработана, из-за чего «Человек-Паук» 2003 года стал вольным продолжением картины Сэма Рейми. Продюсером мультсериала выступил Брайан Майкл Бендис, — сценарист Ultimate Spider-Man. За разработку была ответственна Sony Pictures Television, которая приобрела права на Человека-Паука в кино- и теле- форматах. Созданием компьютерной графики (CGI) занималась Mainframe Entertainment.
Изначально Питер Паркер должен был носить мешковатую одежду, предназначенную для скрытия его супер-геройской мускулатуры, но экономические трудности с форматом CG не позволили скрыть складки на повседневной одежде. В результате уличная одежда Питера была заменена на обтягивающую и современную, в то же время скрывающую физические данные (и супер-геройский костюм под ней). Тётя Мэй не появилась в мультсериале (за исключением фотографии в спальне Питера), из-за опасений руководства MTV относительно того, что появление любых пожилых персонажей оттолкнёт целевую молодёжную аудиторию от просмотра.
По словам создателей, непринуждённые стандарты MTV предоставили им творческую свободу, большую, чем при создании других детских утренних шоу.

### Отмена
Руководство MTV закрыло мультсериал из-за недостаточно высоких рейтингов, в результате чего повествование оборвалось на клиффхэнгере. По словам режиссёра Брэндона Виетти, во втором сезоне планировалось использовать Мистерио, Стервятника, а также больше Крэйвена-охотника.

## Список серий
| Номер | Название              | Краткое описание | Дата показа     |
| ----- | --------------------- | --- | --------------- |
| 01    | Герои и злодеи        | Человек-Паук сражается с Турбо Джетом — современным Робин Гудом, крадущим у богатых и отдающим бедным. И наш герой практически побеждает, пока его, по ошибке, не принимают за сообщника Турбо Джета. | 22 августа 2003 |
| 02    | Королевский мошенник  | Обманутый Человек-Паук крадёт для Амбала супер чип, разработанный специально для секретных спутников передач информации для международных финансовых рынков. И теперь ему предстоит вернуть этот чип назад. | 15 августа 2003 |
| 03    | Закон джунглей        | Преподаватель Питера, профессор Курт Коннорс, проводил эксперименты с ДНК рептилий и ввёл себе пару клеток. Со временем они превратили его в самое озлобленное и ужасное чудовище. И теперь Человек-Паук должен остановить профессора, так как он жаждет мести всем, причинившим ему боль, в том числе и Питеру.        | 18 июля 2003    |
| 04    | Меч Шикаты            | Мастера боевых искусств Шикату посылают, чтобы поймать Человека-Паука для очень своеобразной коллекции редких животных. Но Шиката понимает, что так просто ей не удастся поймать его и им предстоит сражаться, пока в живых не останется только один из них.                                                            | 11 июля 2003    |
| 05    | Сохранение секретов   | Человек-Паук гоняется за странной девушкой Талон, которая совершает рискованные ограбления одно за одним. Пауку становится ясно, кто его враг, когда он узнаёт, что это девушка его лучшего друга Гарри… | 18 июля 2003    |
| 06    | Плотное сжатие        | Группа террористов захватывает заложников, среди которых Питер. Им нужно одно — Человек-Паук. И теперь Питеру предстоит проявить всю свою сноровку и изобретательность, чтобы освободить людей и не выдать себя. | 25 июля 2003    |
| 07    | Голова над каблуками  | Однокурсница Питера — Кристина изобретает прибор для «чтения мыслей», от которого ей начинает казаться, что Человек-Паук с ней разговаривает. Тем временем, Мэри Джейн пытается упросить Питера выразить его мысли на бумаге.                                                                                           | 25 июля 2003    |
| 08    | Вечеринка             | Друг Питера Паркера превращается в монстра Электро, который терроризирует студенческий городок. Только Человек-Паук может его остановить и прекратить этот ужас. | 11 июля 2003    |
| 09    | Флэш-память           | Доктор Зельнер тестирует свои «разработки» на Флэше Томсоне. Эксперимент протекает хорошо, но на Флэше не отражаются физические эффекты. И тогда профессор решает найти себе нового подопытного — Человека-Паука | 29 августа 2003 |
| 10    | Когда искры летают    | Электро возвращается, он хочет, чтобы Салли стала такой же, как он, и они были вместе всегда. Успеет ли Человек-Паук помешать ему или Салли станет монстром? | 1 августа 2003  |
| 11    | Человек-паук отключён | Человек-Паук обнаруживает кассету с информацией на наёмную убийцу Серебряный Соболь. И теперь она не остановится ни перед чем, чтобы заполучить кассету назад, даже перед убийством Мэри Джейн и Гарри… | 8 августа 2003  |
| 12    | Игры разума, часть 1  | Телепаты-близнецы Гайны сбегают из-под усиленной полицейской охраны, но Человек-Паук ловит их. Позже, когда Мэри Джейн узнаёт, что Питер Паркер — это и есть Человек-Паук, близнецы решают отомстить герою за годы проведённые в тюрьме и отравляют Мэри Джейн. Теперь очередь Человека-Паука мстить…                   | 15 августа 2003 |
| 13    | Игры разума, часть 2  | Человек-Паук понимает, что его обманули, заставив поверить, что Мэри Джейн умерла. Питер пытается расквитаться с близнецами, но из-за их способностей, он снова попадает в ловушку. Но в этот раз близкие Человека-Паука ранены смертельно, и сможет ли теперь он снять свой костюм или позволит умереть близким людям… | 22 августа 2003 |

## Критика
Мультсериал получил преимущественно положительные отзывы критиков. В 2004 году «Человек-Паук» был номинирован на премию Энни за выдающиеся достижения в анимационном телевизионном производстве.

## Издания
13 января 2004 года мультсериал был выпущен на DVD под названием «Spider-Man: The New Animated Series: Special Edition». Четыре отдельные DVD, каждое из которых содержало по 3 эпизода, выпускались с 2004 по 2005 год.